# Абу Джафар Мухаммад ибн Ахмад аль-Багдади
Абу Джафар Мухаммад ибн Ахмад аль-Багдади (араб. أبو جعفر محمد بن أحمد البغدادي‎) — государственный деятель эпохи раннего Фатимидского халифата, занимавший должность государственного секретаря (катиба) с 911 по 946—953 года, а также бывший даи и шпионом в Кордове.

## Биография
Нисба Мухаммада ибн Ахмада, «аль-Багдади», говорит о том, что он родился в городе Багдаде, на тот момент столице Аббасидского халифата. Из-за преследований со стороны визиря халифата Али ибн Исы ибн аль-Джарраха, возникшим по неизвестной причине, вероятно, связанной с его прошиитскими взглядами, он покинул Ирак и направился на запад, в Египет. По пути, в Сиджильмасе, он познакомился с главой семьи Фатимидов, исмаилитским имамом и будущим основателем Фатимидского халифата Абдаллахом.
Благодаря своим навыкам и знаниям, приобретённым в Багдаде, Мухаммад завоевал доверие со стороны Абдаллаха и стал его советником и ответственным секретарём (катибом). После этого он направился в исламскую Испанию, в столицу Омейядского халифата Кордову. Здесь он получил известность в местных литературных кругах, однако его основная роль заключалась в шпионаже и миссионерской деятельности в пользу Фатимидов.
Из Кордовы к Абдаллаху он вернулся незадолго до провозглашения последнего халифом в 909 году. Став правителем, тот объявил своим государственным секретарём Абу-ль-Юсра ар-Рияди, однако он скончался уже в 911 году, и тогда на его место Абдаллах назначил Мухаммада ибн Ахмада, который возглавил канцелярию халифата, а также его почтовую службу. Последняя при нём выполняла функцию органа государственной внешней разведки. Превосходно выполняя свою работу он, по словам тунисского историка Фархата Дашрауи, получил известность как «идеальный секретарь», став приближенным халифа и наиболее влиятельным человеком при его дворе. Он остался на своём месте и после смерти Абдаллаха, попеременно служа ещё двум фатимидским халифам — аль-Каим Биамриллаху и аль-Мансур Биллаху.
Дата смерти Мухаммада неизвестна. Его наследником на посту стал раб сицилийского происхождения Джаухар ас-Сакали, в дальнейшем командовавший фатимидским завоеванием Египта.